# Кавино (Падова)
Кавино је насеље у Италији у округу Падова, региону Венето.
Према процени из 2011. у насељу је живело 1701 становника. Насеље се налази на надморској висини од 19 м.